# Каждому своё (фильм, 2016)
«Каждому своё» (англ. Everybody Wants Some!!) — американская комедия режиссёра и сценариста Ричарда Линклейтера, вышедшая на экраны в 2016 году. Премьера состоялась на фестивале South by Southwest 11 марта 2016 года.

## Сюжет
Джейк Брэдфорд поступает в колледж в Техасе осенью 1980 года, где поселяется вместе с членом бейсбольной команды колледжа. Он знакомится с другими участниками команды, включая своего соседа по комнате Билли. Вместе они разъезжают по территории колледжа в поисках девушек и Джейк знакомится с Беверли. На встрече бейсбольной команды тренер знакомит всех с новыми игроками, а также объясняет правила: никакого алкоголя и девушек. Команда сразу же нарушает правила и устраивает вечеринку.

## В ролях
- Блейк Дженнер — Джейк Брэдфорд
- Зои Дойч — Беверли
- Глен Пауэлл — Финнеган «Финн»
- Тайлер Хеклин — Глен Макрейнолдс
- Райан Гузман — Кенни Ропер
- Уайатт Рассел — Чарли
- Джастон Стрит — Джей
- Темпл Бэйкер — Пламмер
- Куинтон Джонсон — Дейл
- Уилл Бриттейн — Бьютер

## Критика
Фильм получил положительные оценки кинокритиков. На сайте Rotten Tomatoes фильм имеет рейтинг 87 % на основе 245 рецензии критиков со средней оценкой 7,7 из 10. На сайте Metacritic фильм получил оценку 83 из 100 на основе 50 рецензий, что соответствует статусу «всеобщее признание».